# Русская романика
Ру́сская рома́ника — белокаменная домонгольская храмовая архитектура Северо-Восточной Руси, ряд особенностей которой обусловлен, по мнению специалистов, влиянием западноевропейской романской архитектуры. Термин был впервые предложен Фанниной Галле в монографии «Русская романика. Архитектурная пластика Владимиро-Суздальского княжества» (нем. Russische Romanik. Die Bauplastik von Wladimir-Ssusdal; 1929). В советское время он практически не использовался. В постсоветский период проблему специально исследовал Алексей Комеч в статье «Архитектура Владимира 1150—1180-х гг. Художественная природа и генезис „русской романики“» (2002).
Романское архитектурное влияние в известной степени было связано с работой приезжих архитекторов — в частности, с венгерскими мастерами в Галиче и, предположительно, ломбардскими мастерами, направленными Фридрихом Барбароссой Андрею Боголюбскому.
По мнению Сергея Заграевского, при всей условности понятия «русской романики» основным признаком, который её определяет, является строительство из гладкотёсаного белого камня. Второй важнейший признак романской архитектуры, нашедший воплощение в домонгольском зодчестве Северо-Восточной Руси, — скульптурный декор орнаментального (аркатура, поребрик, орнамент) и зооантропоморфного типов (с изображениями людей и животных). Третий важный элемент романики — перспективные порталы (как в Галиче или Суздале).